# Cercotrichas leucosticta
El alzacola selvatico (Cercotrichas leucosticta) es una especie de ave paseriforme de la familia Muscicapidae propia de la selva tropical africana. Su hábitat natural son los bosques húmedos tropicales de tierras bajas.